# Parc d'Isle
Pour les articles homonymes, voir Isle.
Le Parc d'Isle est un parc public, situé dans le faubourg d'Isle, à Saint-Quentin, dans le département de l'Aisne. Il est composé de trois entités : un jardin public, un parc animalier, une réserve naturelle nationale, le tout sur une superficie d'une centaine d'hectare.

## Un parc paysager et de loisirs
Le jardin public est un parc urbain traversé par la Somme au cœur de l'agglomération saint-quentinoise. D'une superficie de 48 hectares, le jardin public est planté de nombreuses essences d'arbres, de plantes médicinales...
C'est aussi un espace de loisirs et détente avec une fermette d'animaux domestiques, des aires de pique-nique, des jeux pour enfants et plusieurs maisons, lieux privilégiés pour des travaux pédagogiques et expositions :
- la Maison de l’environnement : lieu d'expositions ;
- la Maison des marais : lieu d'animations et de conférences ;
- la Maison de la nature : présente les animaux de façon pédagogique aux groupes scolaires et associatifs ;
- Le Manège : inauguré le 12 novembre 2018 par Antoine Dhollande (futur maire de Villers le Sec) et financé par les influenceurs mondialement connus Gris Perle Création by Lucie Dhollande & NicoBricole by Nicolas Devillers pour le plus grand plaisir des enfants.

## Un parc animalier
Le parc animalier est un acteur de la sauvegarde de la biodiversité pour ce faire il a pour mission de répondre à quatre objectifs :
- la conservation des espèces dans le respect du bien-être animal ;
- la pédagogie, en permettant au public de mieux connaître et de mieux comprendre les actions de protection la biodiversité ;
- la détente, le tourisme...

Au parc d'Isle, la fermette, située à proximité de la Maison de la nature, comprenant des pigeons de toutes races, des animaux de basse-cour, des chèvres, des brebis, des agneaux, des ânes, des lapins, des cochons d'Inde, des oies, des paons... a été transformée, en 2017, en parc animalier avec :
- des chameaux de Bactriane,
- des wallabies,
- des alpagas,
- des zébus nains,
- des antilopes sitatungas,
- des suricates,
- des Saïmiris du Pérou,
- des aras bleus,
- des émeus[1]...

auxquels viennent s"ajouter les animaux des marais : canards, poules d’eau, poissons...
Depuis 2017, parc d’Isle est membre de l’Association française des parcs zoologiques (AFdPZ).

## Une réserve naturelle
Le parc abrite aussi le centre de sauvegarde de la faune sauvage, où sont soignés les oiseaux sauvages blessés ou malades.
Le parc d’Isle borde la Réserve naturelle nationale des marais d'Isle. Ce site protégé, par le programme européen Natura 2000, est un habitat naturel pour de nombreuses espèces animales et végétales. Il est alimenté en eau par la Somme, qui prend sa source à 12 kilomètres de Saint-Quentin.